# Viego (Reyero)
Viego es una localidad del municipio leonés de Reyero, en la Comunidad Autónoma de Castilla y León. El pueblo se encuentra al este del municipio, regado por el arroyo Huertón. Se accede a la localidad a través de la carretera local que conecta con la capital, Reyero, y que a su vez conecta con la carretera LE-331.
La iglesia está dedicada a La Inmaculada Concepción.

## Localidades limítrofes
Confina con las siguientes localidades:
- Al noreste con Ciguera.
- Al este con Salamón y Valbuena del Roblo.
- Al sur con Corniero.
- Al suroeste con Primajas.
- Al oeste con Reyero.

## Demografía
Evolución de la población
| Gráfica de evolución demográfica de Viego entre 2000 y 2017        |
|                                                                    |
| Población de derecho (2000-2017) según el padrón municipal del INE |

## Historia
Así se describe a Viego en el tomo XVI del Diccionario geográfico-estadístico-histórico de España y sus posesiones de Ultramar, obra impulsada por Pascual Madoz a mediados del siglo XIX:

Lugar en la provincia y diócesis de León, partido judicial de Riaño, audiencia territorial y capitanía general de Valladolid, ayuntamiento de Reyero. Situado en terreno desigual sobre el camino que dirige a Valdeburón y la Maraña; su clima es bastante sano. Tiene 18 casas; iglesia parroquial matriz de Primajas (Nuestra Señora de la Concepción), y servida por un cura de ingreso y libre colación; cementerio y buenas aguas potables. Confina con Reyero, el anejo y Acebedo. El terreno es montuoso y de mala calidad. Los caminos son locales. Producciones: centeno y pastos; cría ganado vacuno, lanar, cabrío, de cerda y algún yeguar, que es en lo que consiste su principal riqueza. Población: 16 vecinos, 80 almas. Contribución: con el ayuntamiento.
Diccionario geográfico-estadístico-histórico de España y sus posesiones de Ultramar